# Martin Kobylański
Martin Kobylański (pronunciación en polaco: /ˈmartiŋ kɔbɨˈlaj̃skʲi/; pronunciación en alemán: /ˈmaʁtiːn kobiˈlanskiː/; Berlín, Alemania, 8 de marzo de 1994) es un futbolista polacoalemán que juega como delantero en el Blau-Weiß Lohne de la Regionalliga Nord de Alemania.
Su padre Andrzej también fue futbolista, llegando a ser internacional con Polonia.

## Selección nacional
Fue internacional en las categorías juveniles tanto de Alemania como Polonia. Jugó con la sub-15 y sub-16 de Polonia, luego pasó por la selección alemana sub-16, volvió a Polonia para la sub-17, otra vez representó a Alemania en la sub-18, pero finalmente regresó a Polonia en las categorías sub-18, sub-19 y sub-20.

## Clubes
| Club                          | País     | Año       |
| ----------------------------- | -------- | --------- |
| Werder Bremen II              | Alemania | 2012-2014 |
| Werder Bremen                 | Alemania | 2014-2016 |
| → F. C. Union Berlin (cedido) | Alemania | 2014-2015 |
| Lechia Gdańsk                 | Polonia  | 2016-2017 |
| → Preußen Münster (cedido)    | Alemania | 2017      |
| Preußen Münster               | Alemania | 2017-2019 |
| Eintracht Brunswick           | Alemania | 2019-2022 |
| TSV 1860 Múnich               | Alemania | 2022-2023 |
| VSG Altglienicke              | Alemania | 2023-2024 |
| Waldhof Mannheim              | Alemania | 2024-2025 |
| Blau-Weiß Lohne               | Alemania | 2025-     |